# Shō Sasaki
Shō Sasaki (jap. 佐々木 翔, Sasaki Shō; * 30. Juni 1982 in Hokuto) ist ein Badmintonspieler aus Japan.

## Karriere
Sasaki gewann 2003 die Slovak International, musste danach jedoch vier Jahre auf seinen nächsten Titel warten. 2007 schlugen dann aber gleich mehrere Turniererfolge zu Buche. Er gewann sowohl die Victoria International, die Mauritius International, die Bahrain International, die Romanian International, die Italian International und die Israel International. Aus dem Jahr 2007 datiert auch sein bisher einziger Erfolg bei den nationalen japanischen Meisterschaften, wo er die Herreneinzeldisziplin für sich entscheiden konnte.
2008 belegte er den 3. Platz bei den India Open. Bei der WM 2009 schied er gegen Peter Gade in Runde 2 aus, hielt sich im gleichen Jahr jedoch mit Bronze bei der Badminton-Asienmeisterschaft schadlos. 2011 siegte er bei den Australia Open 2011 im Einzel.

## Erfolge
| Saison | Veranstaltung                            | Disziplin    | Platz | Name                    |
| ------ | ---------------------------------------- | ------------ | ----- | ----------------------- |
| 2001   | Ten Days of Dawn                         | Herrendoppel | 1     | Shoji Sato / Shō Sasaki |
| 2002   | Nigeria International                    | Herreneinzel | 1     | Shō Sasaki              |
| 2003   | Slowakei: Internationale Meisterschaften | Herreneinzel | 1     | Shō Sasaki              |
| 2003   | Giraldilla International                 | Herreneinzel | 1     | Shō Sasaki              |
| 2007   | Victoria International                   | Herreneinzel | 1     | Shō Sasaki              |
| 2007   | Japan: Einzelmeisterschaften             | Herreneinzel | 1     | Shō Sasaki              |
| 2007   | Mauritius International                  | Herreneinzel | 1     | Shō Sasaki              |
| 2007   | Bahrain: Internationale Meisterschaften  | Herreneinzel | 1     | Shō Sasaki              |
| 2007   | Romanian International                   | Herreneinzel | 1     | Shō Sasaki              |
| 2007   | Israel: Internationale Meisterschaften   | Herreneinzel | 1     | Shō Sasaki              |
| 2007   | Italien: Internationale Meisterschaften  | Herreneinzel | 1     | Shō Sasaki              |

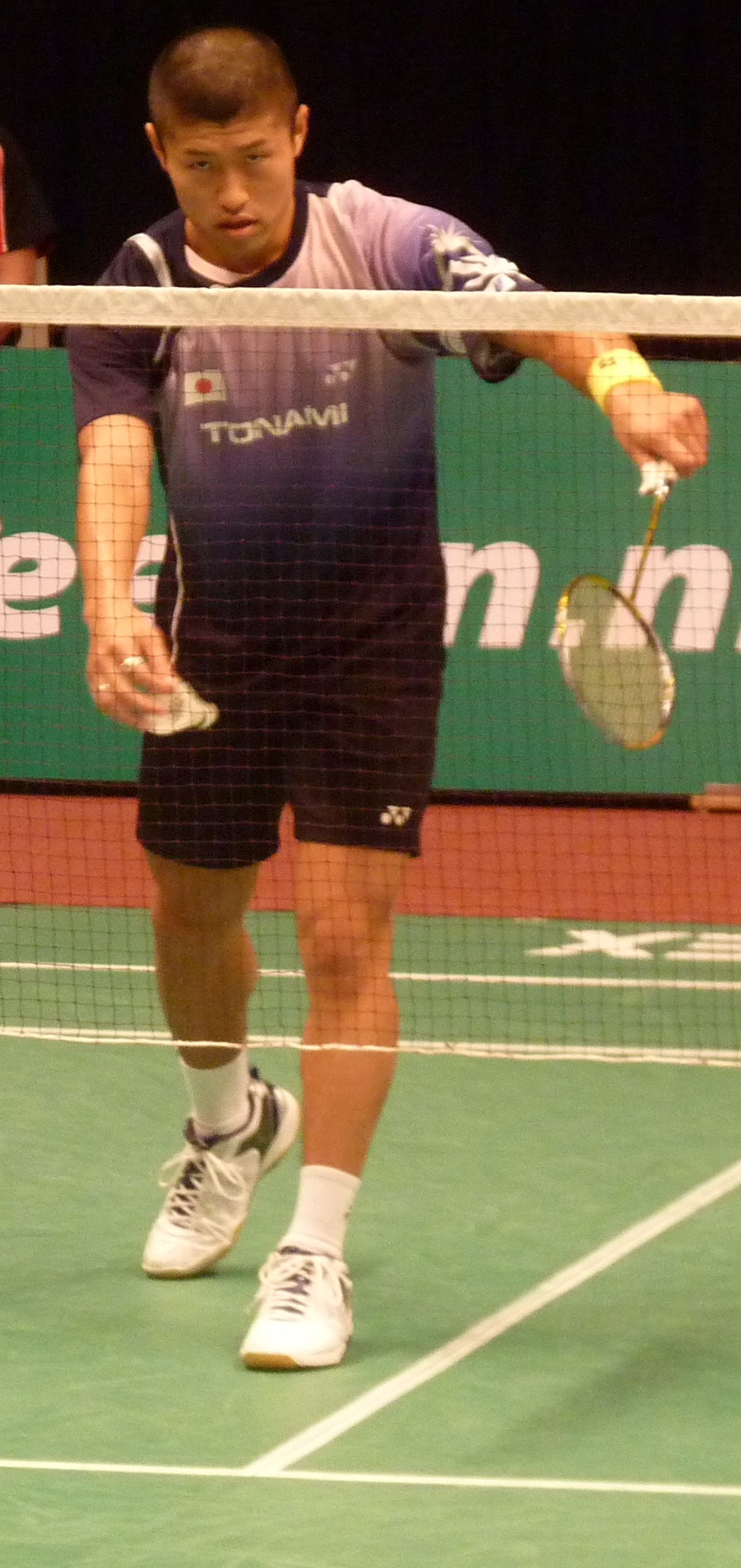
Sho Sasaki

| 2009   | Asienmeisterschaft                       | Herreneinzel | 3     | Shō Sasaki              |
| 2010   | Dutch Open                               | Herreneinzel | 1     | Shō Sasaki              |
| 2010   | Osaka International                      | Herreneinzel | 1     | Shō Sasaki              |
| 2011   | Australia Open                           | Herreneinzel | 1     | Shō Sasaki              |
| 2011   | US Open                                  | Herreneinzel | 1     | Shō Sasaki              |